# 异人之下 (电影)
《异人之下》是2024年上映的中国大陆奇幻动作片，改编自米二创作的网络漫画《一人之下》。電影由乌尔善及夏鹏执导，胡先煦、李宛妲、冯绍峰、乔振宇、宋宁峰、娜然、那尔那茜、兰西雅、邬家楷、熊稳稳、橙一杰、刘纯燕、桑平、刘星辰、隋咏良、韩鹏翼、冯粒等演员出演，王劲松特邀出演，2024年7月26日在中国大陆上映。

## 剧情
剧情讲述张楚岚因爷爷的留下的遗产而成为异人世界的争夺目标，他为了查明爷爷死亡的真相，和冒牌姐姐冯宝宝一起展开冒险之旅。

## 演员
- 胡先煦 饰演 张楚岚，隐藏异人身份的大学生。
- 李宛妲 饰演 冯宝宝，身世神秘的的女子。
- 冯绍峰 饰演 沈冲，“全性派”的反派。
- 乔振宇 饰演 徐三，“哪都通”高管。
- 宋宁峰 饰演 徐四，“哪都通”高管。
- 娜然 饰演 夏禾，“全性派”的反派。
- 那尔那茜 饰演 风莎燕，“天下会”千金。
- 兰西雅 饰演 柳妍妍，湘西“傀儡术”传人。
- 邬家楷 饰演 张灵玉，“天一门”“高功”弟子。
- 熊稳稳 饰演 吕良
- 橙一杰
- 刘纯燕 饰演 窦梅，“全性派”的反派。
- 桑平 饰演 高宁，“全性派”的反派。
- 刘星辰
- 隋咏良 饰演 贾正瑜
- 韩鹏翼
- 冯粒
- 尚铁龙 饰演 张锡林，张楚岚的爷爷。
- 王劲松 饰演 风正豪（特邀出演）

## 制作
该片将制作成三部曲，2020年12月开启选角招募，乌尔善为该片的选角和演员训练开办了“异人训练营”，除了淘汰残酷的演员海选外，入营的演员们亦接受传统武术、传统文化、专业表演等课程学习和定期试妆及汇报演出。该片于2021年9月获国家电影局批准立项，主体拍摄于2021年10月在青岛东方影都开始进行，全片采用IMAX特制拍摄。

## 发行
2024年6月13日发布定档预告片与角色海报，宣布于同年7月26日正式上映。

## 另見
- 《異人之下》：同名网络剧。